# U 11 (U-Boot, 1911)
U 11 war ein U-Boot, das für die deutsche Kaiserliche Marine gebaut wurde.

## Bau und Indienststellung
U 11 war ein sogenanntes Zweihüllenboot, welches als Hochseeboot in einem Amtsentwurf konzipiert wurde. Das Boot lief am 2. April 1910 bei der Kaiserlichen Werft in Danzig vom Stapel und wurde am 21. September 1910 in Dienst gestellt. Der Indienststellungs-Kommandant des U-Bootes war Oberleutnant zur See Walter Forstmann.

## Technik
Das U-Boot war 57,38 m lang, 6 m breit und hatte einen Tiefgang von 3,13 m sowie eine Verdrängung von 493 Tonnen über und 611 Tonnen unter Wasser. Die Besatzung bestand aus 22 bis 29 Mann, wovon vier Offiziere waren. Die Maschinen für die Überwasserfahrt waren zwei von Körting gebaute Sechs- und Achtzylinder-Zweitakt-Petroleummotoren mit 735 kW (1.000 PS). Zur Unterwasserfahrt kamen zwei Elektromotoren von SSW mit 853 kW (1.160 PS) zum Einsatz. Damit waren Geschwindigkeiten von 14,2 kn (über Wasser) bzw. 8,1 kn (unter Wasser) möglich. Ihr Aktionsradius betrug bis zu 3.250 NM bei Überwasserfahrt. Bei getauchter Fahrt mit 5 kn wurden 80 NM erreicht bei einer maximalen Tauchtiefe von 50 Meter. Das U-Boot konnte innerhalb von 50–90 Sekunden abtauchen. Die Bewaffnung bestand aus jeweils zwei Torpedorohren am Bug und Heck mit sechs Torpedos. Es war nur eine 3,7-cm-Revolverkanone verbaut.

## Einsatz und Verbleib
U 11 führte zwei Kriegseinsätze durch, nach anderen Quellen waren es acht, bei denen es zu keinen Versenkungen kam.
Am 9. Dezember 1914 lief U 11 zu einer Feindfahrt aus dem Hafen von Zeebrügge aus. Der weitere Hergang ist nicht genau bekannt. Wahrscheinlich verursachte die Kollision mit der Mine einer britischen Sperre den Totalverlust des U-Bootes. Alle 29 Besatzungsmitglieder einschließlich des Kommandanten von Suchodoletz kamen dabei ums Leben. Das Wrack von U 11 wurde später auf Position 51° 6′ N, 1° 29′ O in der Straße von Dover gefunden, aber nicht gehoben. Als etwaige Untergangsursachen werden ferner eine Havarie infolge menschlicher Fehler oder technischer Mängel genannt.

## Kommandanten
| Dienstgrad           | Name                      | von                | bis                  |
| -------------------- | ------------------------- | ------------------ | -------------------- |
| Oberleutnant zur See | Walter Forstmann          | 21. September 1910 | 1. August 1914       |
| Kapitänleutnant      | Ferdinand von Suchodoletz | 1. August 1914     | 9. Dezember 1914 (†) |